# وادی جمعه
وادی جمعه (به عربی: وادي الجمعة) یک شهرداری در الجزایر است که در استان غلیزان واقع شده‌است.